# سومكو
SUMCO Corporation (株式会社SUMCO Kabushiki-gaisha Samuko، formerly Silicon United Manufacturing Corporation and Sumitomo Mitsubishi Silicon Corporation) هي شركة يابانية تصنع ويفر لمنتجي أشباه الموصلات (مثل الترانسيستور) في جميع أنحاء العالم. تأسست تلك الشركة الكبيرة في عام 1999 كـ joint venture بين Mitsubishi Materials Corporation وSumitomo Metal Industries وأصبحت في عام 2013 ثاني أكبر منتج لويفر السيليكون في العالم بعد شين-إتسو هاندوتاي. Shin-Etsu Handotai, وهي تمتلك 30% من السوق.
تم إدراج سومكو في القسم الأول من بورصة طوكيو وهي أحد مكونات مؤشر نيكاي 225 للأسهم . 

## المنتجات
تقوم الشركة بتصنيع المنتجات التالية: 
- بلورات السيليكون أحادية البلورة
- رقائق مصقولة
- الرقائق الملدنة
- رقائق فوقية
- توصيلات رقائق معزولة
- رقائق السيليكون على عازل (SOI)
- الرقائق المصقولة المستصلحة

## روابط خارجية
- الموقع الرسمي